# Dunafalva
Dunafalva – wieś i gmina w południowej części Węgier, w pobliżu miasta Baja.
Miejscowość leży na obszarze Wielkiej Niziny Węgierskiej, w komitacie Bács-Kiskun, w powiecie Baja. Gmina liczy 876 mieszkańców (2009) i zajmuje obszar 57,89 km².